# Харрант, Валентин фон
Карл Валентин Мария Алоиз Йохан Непомук фон Харрант (нем. Karl Valentin Maria Alois Johann Nepomuk von Harrant; 1761—1834) — баденский военный деятель, генерал-лейтенант (1810 год), участник наполеоновских войн, командующий баденскими войсками в кампаниях 1805—09 годов.

## Биография
Поступил на службу в 1774 году юнкером в фузилерный батальон Раштатта, где в 1777 году стал лейтенантом, а в 1792 году — майором. В 1799 году в качестве коменданта Раштатта стал свидетелем эпизода убийства французских послов Секлерскими гусарами перед Баденскими воротами.
В 1803 году произведён в полковники и назначен командиром пехотного полка принца Людвига (нем. Infanterie-Regiments Prinz Ludwig). В 1805 году впервые за несколько столетий независимый баденский корпус «вышел на поле боя», и открыл почти непрерывную череду кампаний, знаменитых боевыми достижениями войск. В начале октября бригада под командованием Харранта была сосредоточена вокруг Пфорцхайма, но серьёзной боевой деятельности не вела. После Ульма бригада служила на этапе через Хайльбронн и Нёрдлинген к Донаувёрту и с 8 ноября — через Аугсбург, где часть их задержалась на несколько недель, а основная часть заняла Браунау, Шердинг и Пассау, пока 26 декабря заключение мира в Прессбурге не вынудило вернуться домой.
Для баденских войск эта деятельность за границей стала связующим звеном между различными частями; нежелание служить в армии, которое первоначально привело к многочисленным дезертирствам, исчезло; исчез чрезмерный шлейф от офицеров, каждый из которых был верхом и вёз с собой множество самых ненужных вещей. Войска научились жить самостоятельно по французской реквизиционной системе. Большую заслугу в этих достижениях можно приписать Харранту, который строгой дисциплиной и точными приказами сумел завоевать любовь своих подчинённых, а своим самоуверенным поведением — уважение французских командиров.
В 1806 году был назначен командиром нового 4-го пехотного полка фон Харранта (нем. Infanterie-Regiments von Harrant No. 4). Участвовал в кампаниях 1806 и 1807 годов. Был представителем великого герцога Карла Фридриха во французской штаб-квартире. Отличался своими знаниям и прямолинейностью, а также неизменной преданностью герцогу. В 1808 году стал начальником 3-го пехотного полка. В следующем году на него вновь было возложено верховное командование главным войсковым корпусом (в составе 6850 человек), развёрнутым для войны против Австрии.
В начале апреля 1809 года Харрант двинулся в Аугсбург, где пехота и пешая батарея были переданы в состав 1-й дивизии Леграна, и стали 2-й бригадой. Дивизия Леграна являлась частью 4-го корпуса Массена Армии Германии. Кавалерия и конная батарея были включены в состав дивизии лёгкой кавалерии Марюла и сформировали бригаду с полком Гессенских шеволежеров.
Позже пехотная бригада приняла участие в боях у Шердинга 26 июня и у Эберсберга-на-Трауне, известного знаменитым штурмом моста, 3 мая; драгунский полк вступил в бой у Ридау 1-го, Эффердинга 2-го и Эберсберга 3-го мая. В двухдневном сражении у Асперн-Эсслинга, 21 и 22 мая,  отличились 3-й пехотный полк, пешая батарея, начальник которой пал в бою, и драгунский полк.
Затем Лесстер возглавил набег кавалерийской дивизии из Вены через Визельбург на Рааб. Остальные части баденской бригады 15 мая под командованием полковника фрайхерра фон Нойенштайна с армейским корпусом генерала Лористона были отправлены в Штирию, чтобы установить контакт с Итальянской армией, где им пришлось пробивать себе путь через несколько стычек, например, в Земмеринге, 17 мая.
После этого войска действовали в авангарде армии вице-короля Италии при походе на Рааб в Венгрии. Сражались при Штайн-ам-Ангере 5 июня, Папе 12 июня, и участвовали в сражении под Раабом 14 июня. Участвовали в осаде Рааба, который был взят 22 июня. Перед Раабом Баден потерял одного из самых выдающихся офицеров, майора Генерального штаба Августа фон Киллингера, который возвращался на позиции после ночной разведки крепости, и был случайно застрелен часовыми.
Вернувшись в Вену, баденская бригада, которая из-за болезни генерала Харранта была передана под начало полковника фон Нойенштайна, объединилась на острове Лобау и, за исключением 3-го пехотного полка, приняла участие в битве при Ваграме 5 и 6 июля. Позже бригада участвовала в атаке при Цнайме 11 июля. 3-й пехотный полк, остававшийся на плацдарме на Лобау, подошёл к Раабу в качестве гарнизона 30 августа. После заключения перемирия бригада с 14 июля по 11 октября стояла лагерем у Хостерлица в Моравии.
19 декабря 1809 года начался марш домой. Баденские войска, организованные теперь полностью по французскому образцу, показали себя достойно: все отчёты отмечают кавалерию самым благодарным образом. Потери корпуса составили 56 офицеров и 1050 человек убитыми, ранеными и пропавшими без вести.
Харрант ушёл с действительной службы в звании генерал-лейтенанта в 1810 году, но оставался в 1812 году эмиссаром во французском штабе, затем выполнял различные миссии в Вене и Париже, а с 1817 года и далее в течение нескольких лет работал послом при Вюртембергском дворе, после чего удалился в частную жизнь и умер в Раштате 12 февраля 1834 года. Он не был женат, но являлся главой своей семьи, которая эмигрировала в Германию из Богемии во время богемских беспорядков. Что касается гражданских добродетелей Харранта, то люди того времени превозносили его великодушный филантропический дух, благодаря которому он был покровителем благотворительных учреждений и благодетелем бедняков.

## Награды
Большой крест баденского ордена военных заслуг Карла-Фридриха (1810 год)